# Ivanka Trumpová
Ivana Marie „Ivanka“ Trumpová (* 30. října 1981 New York) je americká podnikatelka, modelka a politička. Je dcerou 45. prezidenta USA Donalda Trumpa a jeho první manželky Ivany Trumpové, která je českého původu. Svému otci pomáhala při jeho kampani v rámci prezidentských voleb 2016. Působila také jako členka 16členného týmu připravujícího administrativu Trumpova prezidentství.

## Život
Trumpová se narodila na Manhattanu v New Yorku a je druhým dítětem česko-americké modelky Ivany Trumpové (rozené Zelníčkové) a Donalda Trumpa. Její otec má německé a skotské předky. Po většinu svého života byla přezdívána „Ivanka“, což je česká zdrobnělina jména Ivana. Její rodiče se rozvedli v roce 1992, když jí bylo deset let. Má dva vlastní bratry, Donalda Jr. a Erica Trumpa, polorodou sestru Tiffany a polorodého bratra Barrona.

## Vzdělání a rodinný život
Absolvovala podnikatelskou školu Wharton School na Pensylvánské univerzitě, kde získala titul bakalářky ekonomie.
Jejím manželem se 25. října 2009 stal podnikatel, majitel nemovitostí v New Yorku a týdeníku The New York Observer a poradce prezidenta Trumpa Jared Kushner, kvůli kterému konvertovala k judaismu. Mají spolu tři děti, jsou to Arabella Rose (* 2011), Joseph Frederick (* 2013) a Theodor James Kushnerovi. Nejmladší syn Theodor (Ted) James se narodil 27. března 2016.

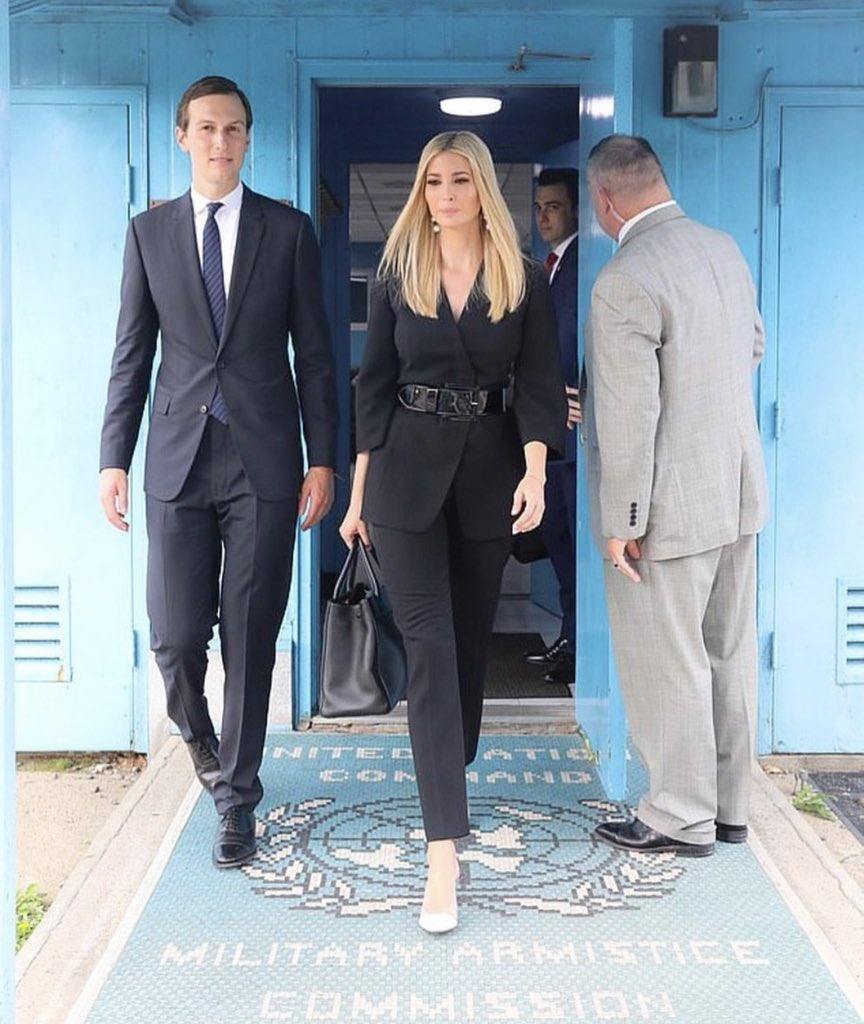
Ivanka Trump a Jared Kushner v demilitarizované zóně mezi Severní a Jižní Koreou, 30. června 2019

Plynně hovoří anglicky a francouzsky, z češtiny (rodného jazyka matky) však na rozdíl od svého bratra Donalda ml. ovládá pouze základy.

## Podnikatelská aktivita
Jako dcera Donalda Trumpa spolupracovala při otcových podnikatelských aktivitách. S bratry Donaldem Trumpem mladším a Ericem Trumpem působí na pozici výkonné viceprezidentky společnosti The Trump Organization, kterou vybudoval jejich otec.
Při natáčení otcovy televizní show The Apprentice účinkovala jako arbitr a dohlížela nad prací a výsledky soutěžících a jejich týmů.
Do roku 2018 měla svoji vlastní značku oblečení a doplňků, vyráběných v Číně a Indonésii. Podle některých zpráv se to částečně dělo v továrnách (které však Trumpová nevlastnila) s nedostatečnými podmínkami pro zaměstnance a za minimální mzdy. Koncem července 2018 skončila své angažmá v módním byznysu, aby se mohla plně věnovat funkci prezidentské poradkyně a své rodině.

## Politická aktivita

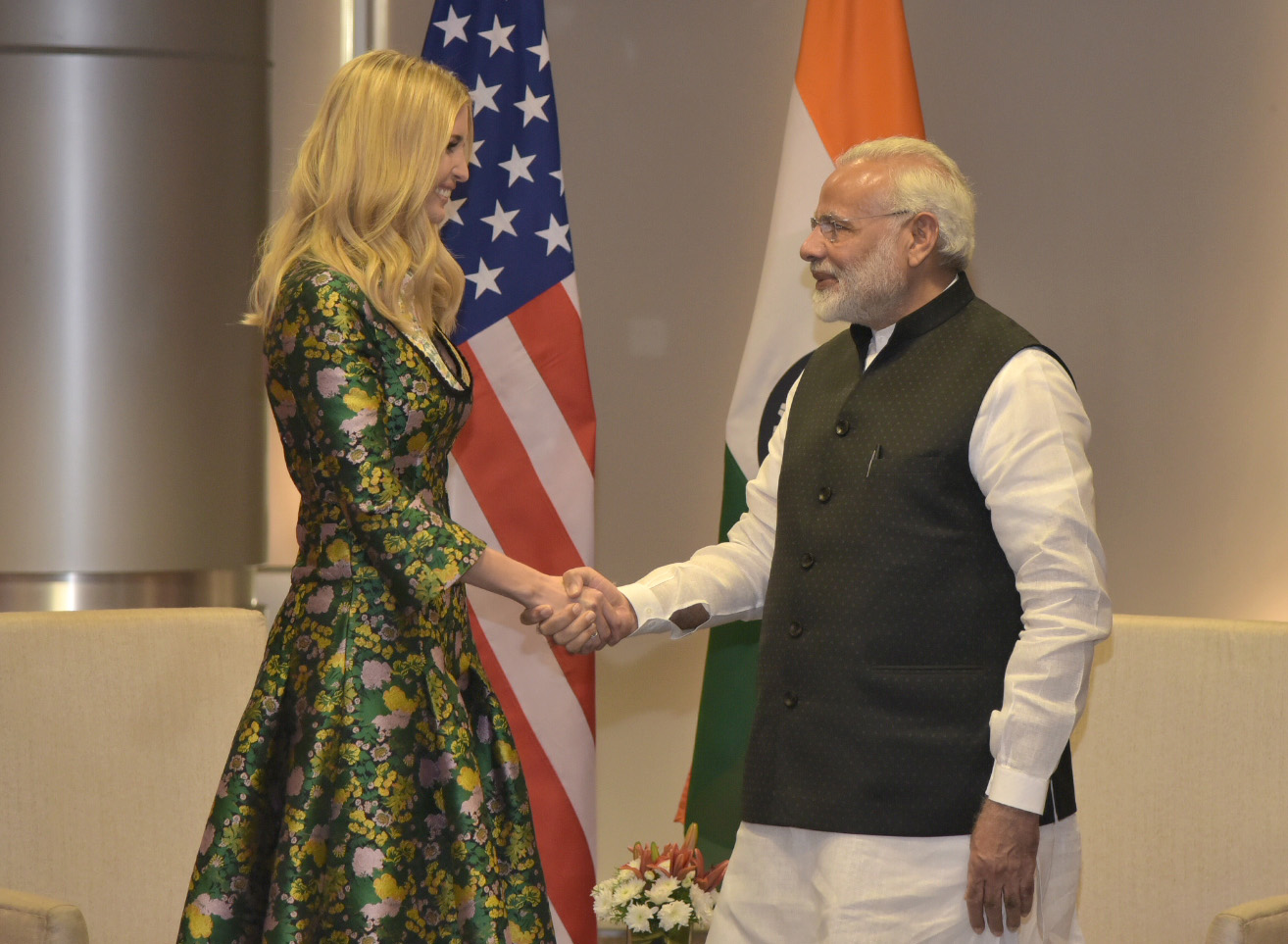
Indický premiér Nárendra Módí a Ivanka Trumpová. Globální summit o podnikání, Hajdarábád (28. listopadu 2017).

Její politické aktivity začaly podporou organizace volební kampaně Donalda Trumpa v rámci jeho kandidatury ve volbách prezidenta USA 2016. Profiluje se také jako zastánkyně práv žen.
Během prezidentské služby svého otce působila oficiálně jako jeho poradkyně. Této role ji 1. prosince 2020 zbavil soud v souvislosti s vyšetřováním údajného trestného činu korupce během prezidentských inauguračních slavností v roce 2016. Ani poté však Ivanka Trumpová neztrácí svoje politické ambice do budoucnosti.

## Bydliště
Po dobu prezidentské funkce Donalda Trumpa bydlela rodina Kushnerova na předměstí Washingtonu, D.C. v pronajaté vile za měsíční nájem 15 000 dolarů. Koncem roku 2020 koupili manželé Ivanka a Jared Kushner za cca 30 milionů dolarů pozemek velký 1,84 hektaru s 60 metry pobřežního úseku na ostrově Indian Creek Island před Miami na Floridě, který dříve patřil španělskému zpěvákovi Juliovi Iglesiasovi. Mají v úmyslu na tomto pozemku vybudovat svoje nové obydlí. Ostrov je vzdálen zhruba hodinu cesty od Mar-a-Lago, soukromého sídla Donalda Trumpa. Má rozlohu 294 hektarů, bydlí na něm 37 rodin a je chráněn 13člennou policejní jednotkou a údajně také námořnictvem USA. Zároveň si Kushnerovi ponechávají apartmá na Park Avenue v New Yorku a také dům (cottage) na pozemku golfového klubu Trump National Golf Club v Bedminsteru ve státě New Jersey.

## Knihy
- The Trump Card. Playing to Win in Work and Life. Touchstone Books, New York 2009, ISBN 978-1-4391-4001-7.
  - překladatel Karel Martinec: Trumpova karta. Dobrovský s.r.o., Praha 2016, ISBN 978-80-7390-443-2.
- Women Who Work. Rewriting the Rules for Success. Portofolio, London 2017, ISBN 978-0735211322.